# (15707) 1988 RN4
(15707) 1988 RN4 est un astéroïde de la ceinture principale d'astéroïdes de 11,44 km de diamètre découvert en 1988.

## Description
(15707) 1988 RN4 a été découvert le 1er septembre 1988 à l'observatoire de La Silla, au Chili, par Henri Debehogne.

### Caractéristiques orbitales
L'orbite de cet astéroïde est caractérisée par un demi-grand axe de 2,59 UA, un périhélie de 1,93 UA, une excentricité de 0,26 et une inclinaison de 11,19° par rapport à l'écliptique. Du fait de ces caractéristiques, à savoir un demi-grand axe compris entre 2 et 3,2 UA et un périhélie supérieur à 1,666 UA, il est classé, selon la JPL Small-Body Database, comme objet de la ceinture principale d'astéroïdes.

### Caractéristiques physiques
(15707) 1988 RN4 a une magnitude absolue (H) de 13,8 et un albédo estimé à 0,031, ce qui permet de calculer un diamètre de 11,44 km. Ces résultats ont été obtenus grâce à la méthode radiométrique en utilisant les données d'observations obtenues par le télescope spatial infrarouge IRAS] lancé en 1983 et qui a permis d'élaborer le catalogue IRAS Minor Planet Survey (IMPS).